# Valamir
Valamir, död 469, var kung i Östgotiska riket från 447 till 465. 